# Scinax onca
Scinax onca é uma espécie de perereca da família Hylidae, sendo endêmica do Brasil  e encontrada nos estados do Amazonas e Rondônia. A espécie foi descrita no dia 4 de outubro de 2017, na revista científica ZooKeys, sendo retratada como uma nova espécie devido a características morfológicas, como o padrão de cores da pele e o tamanho, e comportamentais, como a vocalização baseada em uma única nota e de duração de 102 a 121 milésimos. Seu epíteto específico é uma alusão a onça-pintada, já que possui um padrão de cor semelhante, por compartilharem o mesmo local, e também porque a equipe pesquisadora se deparou com várias onças durante o estudo.